# Steganopsis vittipleura
Steganopsis vittipleura är en tvåvingeart som beskrevs av Shatalkin 1998. Steganopsis vittipleura ingår i släktet Steganopsis och familjen lövflugor. Inga underarter finns listade i Catalogue of Life.